# Тахзиб аль-ахкам
Тахзиб аль-ахкам фи шарх аль-мукни’а — один из четырёх основных шиитских сборников хадисов, пользующихся авторитетом у законоведов джафаритского мазхаба. Автором-составителем данного свода, а также ещё одного из этих четырёх книг — «Аль-Истибсар», является шейх Абу Джафар Мухаммад ибн аль-Хасан ат-Туси (385—460 гг. хиджры).

## Жизнь шейха ат-Туси
Абу Джафар Мухаммад ибн аль-Хасан ат-Туси родился в Тусе (Иран) в 385 г. хиджры, с детства обучался исламским наукам. В 408 г. хиджры он отправился в Багдад, чтобы продолжить своё религиозное образование. Там Абу Джафар ат-Туси стал учеником шейха Муфида (ум. 413 г. хиджры), а затем был тесно связан с аш-Шарифом аль-Муртазой, став впоследствии его преемником. Ат-Туси пользовался таким авторитетом, что даже аббасидский халиф аль-Кадир посещал его лекции.
После того, как антишиитски настроенные сельджуки сместили терпимых к шиизму буидов и захватили бразды правления халифатом, для шейха ат-Туси наступили тяжёлые времена. Его дом был сожжён дотла вместе с книгами, написанными им в Багдаде, и библиотекой важных шиитских книг других авторов.
В связи с угрозой жизни ат-Туси покинул Багдад и поселился в Наджафе, где умер в 460 г. хиджры. Дело ат-Туси продолжил его сын аль-Хасан, известный как аль-Муфид ас-Сани («Второй Муфид»), который также стал выдающимся шиитским учёным.
Заслуги ат-Туси многочисленны: многие его работы до сих пор не утрачивают свой актуальности среди шиитов-джафаритов. В частности, востребованы такие его труды по фикху, как «Аль-Мабсут» и «Ан-Нихайа». Кроме того, ат-Туси написал ряд работ по шиитскому вероучению: теме имамата посвящена книга «Талхис аш-Шафи», а теме сокрытия двенадцатого имама аль-Махди — труд «Аль-Гайба». Что касается хадисоведения, то ат-Туси перечислил наиболее важных для шиитов передатчиков преданий в своём труде «Китаб ар-риджал». В области же шиитской библиографии важнейшей его работой является книга «Аль-Фихрист», где ат-Туси перечислил многие труды ранних шиитских авторов и привёл их биографические сведения.

## Общие сведения о своде «Тахзиб аль-ахкам»
Название «Тахзиб аль-ахкам фи шарх аль-мукни’а» можно дословно перевести как "Обработка законов в виде толкования к «Аль-Мукни’а». «Аль-Мукни'а» — сборник хадисов шейха Муфида.
Ат-Туси обращает особое внимание на то, что его свод включает в себя хадисы, посвящённые исключительно практическим заповедям Шариата (фуру). В частности, во введении к сборнику он пишет:

Я начал с главы, посвящённой вопросам ритуальной чистоты (тахарат), оставив предшествующие [главы] о Единстве Всевышнего (Таухид), Справедливости (Адл), Пророчестве (Нубувват) и Имамате, поскольку толкование к ним было бы слишком длинным и так как целью этой книги не является освещение основ веры.
Тахзиб аль-ахкам, том I, стр. 3.
В числе причин, побудивших его к созданию сборника, ат-Туси указывает на наличие противоречий в хадисах, с связи с чем он пожелал проверять их на достоверность с целью устранения этих разночтений. В качестве основы для этой исследовательской работы по хадисоведению шейх ат-Туси использовал уже упомянутый свод шейха Муфида «Аль-Мукни’а». Кроме того, ат-Туси проанализировал и проверил на достоверность и иные хадисы, не упоминавшиеся шейхом Муфидом. Помимо этого, он дал разъяснения к комментариям шейха Муфида к преданиям. Эти комментарии достаточно пространны и часто снабжаются дополнительными доводами (далиль) из Корана.

## Содержание свода
Сборник «Тахзиб аль-ахкам» разделён на книги (кутуб), которые, в свою очередь, разбиты на главы (абвав), снабжённые приложениями там, где это необходимо. Это следующие книги:
1. Ат-Тахарат (книга ритуальной чистоты);
2. Ас-Салат (книга обязательной молитвы);
3. Аз-Закят (книга о налоге для неимущих);
4. Ас-Саум (книга поста);
5. Аль-Хадж (книга паломничества);
6. Аль-Джихад (книга священной войны);
7. Аль-кадайа ва-ль-ахкам (книга о судействе и правовых вопросах);
8. Аль-Макасиб (книга приобретений);
9. Ат-Тиджара (книга торговли);
10. Ан-Никях (книга брака);
11. Ат-Талак (книга развода);
12. Ат-тадбир ва-ль-мукатиба (книга об освобождении рабов);
13. Аль-айман ва-н-нузур ва-ль-каффарат (книга присяг, клятв и искуплений);
14. Ас-сайд ва-з-забаих (книга о ритуальном забое скота);
15. Аль-вукуф ва-с-садакат (книга охоты и ритуального забоя животных);
16. Аль-Васайа (книга завещаний);
17. Аль-фара’ид ва-ль-маварис (книга об обязательных правилах наследования);
18. Аль-Худуд (книга о предписанных Шариатом наказаниях);
19. Ад-Дийа (книга о компенсации за убийство и физические повреждения).